# 洛克乡
洛克乡，是中华人民共和国新疆维吾尔自治区喀什地区叶城县下辖的一个乡镇级行政单位。

## 行政区划
洛克乡下辖以下地区：
江尕勒吐格曼村、斯也克村、阿克提什村、洛克村、阿热买里村、乌堂村、玉吉米力克村、康开其克村、英艾日克村、兰干村、博热村、吾斯塘博依村和阿克塔什村。

## 名胜古迹
- 锡提亚谜城：位于洛克乡人民政府驻地西北1千米的锡湜亚沟附近，为长1千米、宽1.5-2千米的隆起地带。